# Ardning
La ciudad de Ardning se encuentra ubicada en el Distrito de Liezen, en Estiria. Su nombre aparentemente derivaría del vocablo eslavo "jar" que significa "zanja, barranco, canal, arroyo", justificando la descripción de su ubicación geográfica.

## Geografía
Su superficie de poco más de 34 kilómetros cuadrados se encuentra dentro del Distrito de Liezen con sus 51 municipios. La superficie total se encuentra dividida en 2168 parcelas, representando un 19% de la superficie total del fondo del valle. Tiene a 2013 unas 434 viviendas, de las cuales se calcula que se construyen 3 nuevas cada año.

### Escudo de armas
El 3 de enero de 1980, el municipio de Ardning fue autorizado a portar el escudo de armas que le fue otorgado por el gobierno de Estiria.
El escudo oficial se encuentra dividido, arriba tiene su parte verde con un lirio en el centro que representa la peregrinación de la iglesia Frauenberg, y se encuentra en color plata; en el centro blanco con un hilo negro cruzado en forma horizontal, representando la parte posterior de las fronteras; y por último, la parte roja, con un rocío de plata que tiene una flor y seis hojas, simbolizando el pantano.

## Cultura
La escuela primaria de Ardning fue creada entre los años 1786 y 1787, iniciando sus clases con Dominic Gapmayr y teniendo un total de 45 alumnos en la misma. Casi un siglo después, en 1874 entre 60 y 65 alumnos asistían al lugar, aumentando ese número en 1885 y 1886 a 103 niños. Para 1895 se inaugura un nuevo edificio para la escuela y en 1905 se le agrega un aula, una oficina y una sala. En 1975 se inauguraría el segundo nuevo edificio, tomando su forma actual.

### Turismo
En Ardning existen sitios naturales como el "Pürgschachner Moor", un pantano formado hace 20 mil años atrás, que proporcionan una vista hacia Gesause, o una piscina formada de manera natural como la Frauenberg que se encuentra debajo del santuario con el mismo nombre. En este último sitio hay lugares de escalada, 32 metros de aguas, lugares para tomar sol, para bañarse y comer.
Otro sitio natural es el llamado "Kräutergarten", el jardín de las hierbas, con unos 40 metros cuadrados y 50 hierbas salvajes.